# Església Nova de Sant Pere (Corbera d'Ebre)
L'Església Nova de Sant Pere és una església del municipi de Corbera d'Ebre (Terra Alta) inclosa en l'Inventari del Patrimoni Arquitectònic de Catalunya.

## Descripció
És un edifici religiós de planta rectangular de la que surten un cos a manera de porxo. A la façana principal un campanar de secció quadrat i un altar lateral de grans proporcions. Té una nau on els contraforts ens separen petites capelles laterals, que són d'altura inferior per col·locar finestres per il·luminar la nau. La nau té tres trams més un altre més curt on hi ha l'absis que és pla. Per sobre el primer tram, un cor. El porxo és de poca alçada amb coberta a dos aigües, de teula, de la mateixa torna que el cos de l'església. El sostre interior és totalment pla.

## Història
Fou construït per "Regiones Devastadas" l'any 1948 amb la finalitat de substituir, en funcions, l'antiga església de Sant Pere, molt enrunada després del 1936.